# Lingua forro
Il Forro (letteralmente "schiavo affrancato") è una lingua creola, derivata dal portoghese, e parlato nella piccola isola africana di São Tomé (vi sono, inoltre, alcuni parlanti a Principe). Noto anche come crioulo santomense, non va confuso con il santomense, vale a dire il dialetto portoghese parlato nell'arcipelago.

## Storia
La piccola isola di São Tomé fu scoperta dai portoghesi nel XV secolo. Inizialmente disabitata, venne poi utilizzata come centro della tratta degli schiavi. Colonizzatori europei e schiavi, necessitando di un idioma comune per comunicare, diedero così vita ad un pidgin derivato dal portoghese, con le varie lingue bantu e kwa a fare da substrato. Tale pidgin cominciò ad assumere una forma stabile (diventando, appunto, una lingua creola) quando divenne la lingua madre dei figli nati dall'unione tra colonizzatori portoghesi e schiavi africani (fu la stessa Corona portoghese a promuovere tali unioni, per poter così popolare l'isola).
Va notato che i meticci non venivano considerati degli schiavi: alcuni diventavano automaticamente dei cittadini portoghesi, per gli altri i padri portoghesi arrivavano al cosiddetto forro, la dichiarazione con cui gli schiavi dei territori portoghesi venivano affrancati.

## Caratteristiche
Pur derivando dal portoghese, il forro conserva molti elementi del substrato africano (più di quanti non ne contenga, ad esempio, il creolo capoverdiano). Il 93% del lessico deriva così dal portoghese, mentre il restante 7% ha origini africane.
Il forro, inoltre, è molto simile ad altri tre idiomi creoli: l'angolar, il principense,  e l'annobonese (tanto da poter considerare gli ultimi due dialetti del forro).
Il governo di São Tomé ha varato un progetto per introdurre un'ortografia standard per il forro.

## Esempi
Alcune espressioni tipiche (tra parentesi, la versione proposta nel progetto governativo):
Ciao: Seja lovadu! (sejalovadu); dal portoghese seja louvado.
Buongiorno: Bom dja ô (Bondja o); dal port. Bom dia.
Buon pomeriggio: Bos tadji ô (Boxtadji o); dal port. Boas tardes o Boa tarde.
Buonasera: Boj notxi ô (Bojnotxi o); dal port. Boas noites o Boa noite.
Come ti chiami: Que nomi bo e? (Ke nomi bo e?); dal port. Que nome você tem?.
Il mio nome Pedro: Nomi mu sa Pedro; probabilmente dal port. Meu nome é Pedro.